# Кальбум
Кальбум — правитель (енсі) стародавнього шумерського міста-держави Кіш. Його правління припадало приблизно на кінець XXVI століття до н. е.